# Tyra Danebot

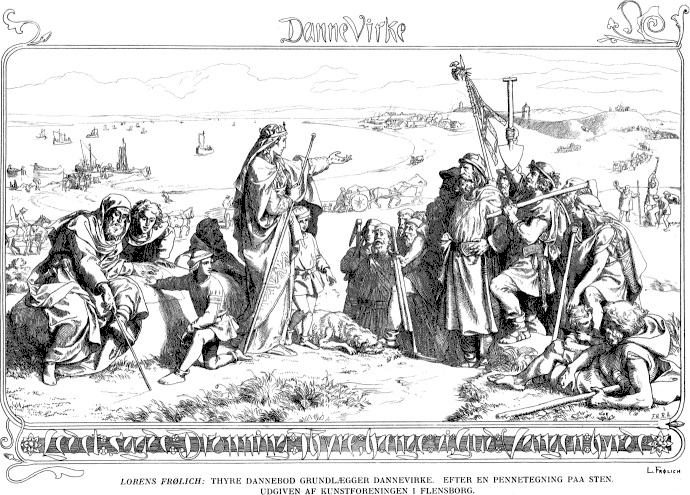
Lorenz Frølich's impressie van Tyra Danebots opdracht tot de aanleg van de Danevirke

Tyra Danebot (Wessex, ca. 895 - Jelling, ca. 935) was de echtgenote van Gorm de Oude, de eerste koning van Denemarken.
De afkomst van Tyra is onduidelijk. Volgens de saga's was ze een dochter van Harald Klak maar daartegen pleit dat die al in 857 werd gedood, ruim voor de vermoedelijke geboorte van Tyra. Volgens Saxo Grammaticus was ze dochter van koning Æthelred van Wessex en zuster van Æthelstan. Ethelred I overleed in 871, te vroeg om vader van Tyra te zijn, en had geen zoon Æthelstan. Tyra zou wel een zuster kunnen zijn van Athelstan van Engeland, die bovendien een handjevol zusters door heel Europa liet trouwen; een huwelijk van een zo'n zuster in Denemarken, zou daar goed bij passen. In dat geval was Tyra een dochter van Eduard de Oudere bij vermoedelijk zijn eerste vrouw Egwyna (ovl. 901). Een dochter, Eadgyth, trouwde (926) met de Deense koning van York, dus een huwelijk van een andere dochter met een Deense koning in Denemarken is niet onwaarschijnlijk. In Engelse bronnen is echter niemand te vinden die met Tyra kan worden geïdentificeerd.
Volgens de Deense traditie zou ze de Danevirke hebben laten bouwen en daar bovendien een leger hebben geleid in de strijd tegen Duitse aanvallers. De Danevirke zijn echter enkele eeuwen ouder. Het is natuurlijk wel mogelijk dat Tyra betrokken is geweest bij reparaties of verdere versterking van de Danevirke.
De bijnaam "Danebot" die haar wordt gegeven is afkomstig van de kleine runensteen van Jelling die door Gorm werd opgericht voor de nagedachtenis van Tyra. "Danebot" is een vereenvoudiging van het Ouddeense tanmarka but wat "trots/sieraad van Denemarken" betekent. Op de steen staat de volgende tekst: Koning Gorm heeft dit monument opgericht ter nagedachtenis aan zijn vrouw Thyre, de glorie van Denemarken. Op de achterkant van de kleine steen staat: Denemarken. Het is de eerste verwijzing naar het land Denemarken in de geschiedenis.
|  |  |

Gorm en Tyra kregen de volgende kinderen:
- Gonnor (ca. 899-940), was gehuwd met Ranulf de Crépon. Moeder van Herbastus de Crépon.
- Knut (ovl. 940), vader van Harald die rijk geworden was door plundertochten, en koning van Noorwegen wilde worden. Hij was een van de moordenaars van Harald II van Noorwegen maar werd kort daarna vermoord door Håkon Sigurdsson;
- Gunhild (ovl. na 970), was gehuwd met Erik I van Noorwegen, bijgenaamd Bloedbijl, later ook koning van Northumbria. Moeder van acht kinderen, waaronder Harald II van Noorwegen. Na de moord op Harald vluchtte ze met haar jongste kinderen naar de Orkney-eilanden;
- Harald I van Denemarken, bijgenaamd Blauwtand;
- Toke (ovl. Gamla Uppsala, ca. 985), vader van Asbjörn (ovl. Gamla Uppsala, ca. 985). Beiden zouden hebben meegevochten in de veldslag die een einde maakte aan de poging van Styrbjörn de Sterke om koning van Zweden te worden, en waar zijn leger van trouwe strijders tot de laatste man werd gedood. Vader Toke en zoon Asbjörn zijn allebei bekend door runenstenen die in hun nagedachtenis zijn opgericht:
  - steen bij Hällestad: "Áskell richtte deze steen op ter nagedachtenis van Tóki, zoon van Gormr, zijn trouwe heer. Hij vluchtte niet in Uppsala. Dappere mannen plaatsten deze steen in zijn nagedachtenis op de heuvel, versterkt met runen. Zij waren het dichtst bij Gormr's Tóki."
  - steen bij Sjörup: "Saxi plaatste deze steen ter nagedachtenis van Ásbjörn, zoon van Tóki (of Tofi), zijn gezel. Hij vluchtte niet in Uppsala, maar slachtte zolang hij een wapen had."

Tyra werd begraven in Jelling. Haar zoon Harald bekeerde zich later tot het christendom en bouwde een kerk in Jelling. In 958 liet hij Gorm en Tyra samen in deze kerk herbegraven.
- Gemeinsame Normdatei: 129375810
- Library of Congress Control Number: nr96011204
- Virtual International Authority File: 3550701
- WorldCat: E39PBJcgwDtPQJgVwCmMkc8V4q